# Wojciech Trąmpczyński
Wojciech Stefan Trąmpczyński (Dębłowo, 8 febbraio 1860 – Poznań, 2 marzo 1953) è stato un politico polacco, Maresciallo del Senato della Polonia dal 28 novembre 1922 al 26 marzo 1928.